# São José das Palmeiras
São José das Palmeiras este un oraș în Paraná (PR), Brazilia.